# Linh Trung
Linh Trung là một phường cũ thuộc thành phố Thủ Đức, Thành phố Hồ Chí Minh, Việt Nam.

## Địa lý
Phường Linh Trung nằm ở phía bắc thành phố Thủ Đức, có vị trí địa lý:
- Phía đông giáp phường Tân Phú và phường Long Bình với ranh giới là Xa lộ Hà Nội
- Phía tây giáp phường An Bình, thành phố Dĩ An, tỉnh Bình Dương và phường Linh Tây
- Phía nam giáp các phường Linh Chiểu, Bình Thọ và Hiệp Phú
- Phía bắc giáp phường Đông Hòa, thành phố Dĩ An, tỉnh Bình Dương và phường Linh Xuân.

Phường có diện tích 7,06 km², dân số năm 2021 là 51.816 người, mật độ dân số đạt 7.339 người/km².

## Hành chính
Phường Linh Trung được chia thành 23 khu phố, đánh số lần lượt từ 1 đến 23.

## Lịch sử
Trước đây, Linh Trung là một xã thuộc huyện Thủ Đức cũ, được thành lập vào ngày 14 tháng 2 năm 1987 trên cơ sở một phần diện tích và dân số của xã Linh Xuân.
Sau khi thành lập, xã Linh Trung có 472 ha diện tích tự nhiên và 9.114 người.
Ngày 6 tháng 1 năm 1997, Chính phủ ban hành Nghị định số 03-CP. Theo đó:
- Thành lập quận Thủ Đức trên cơ sở toàn bộ diện tích và dân số của thị trấn Thủ Đức và 7 xã: Hiệp Bình Chánh, Hiệp Bình Phước, Linh Đông, Linh Trung, Linh Xuân, Tam Bình, Tam Phú; một phần diện tích và dân số của các xã Hiệp Phú, Tân Phú và Phước Long thuộc huyện Thủ Đức cũ
- Thành lập phường Linh Tây thuộc quận Thủ Đức trên cơ sở 61 ha diện tích tự nhiên và 10.158 người của thị trấn Thủ Đức; 80 ha diện tích tự nhiên và 1.680 người của xã Linh Trung
- Thành lập phường Linh Trung thuộc quận Thủ Đức 328 ha diện tích tự nhiên và 10.630 người còn lại của xã Linh Trung; 298 ha diện tích tự nhiên và 3.138 người của xã Tân Phú; 55 ha diện tích tự nhiên và 366 người của xã Hiệp Phú.

Sau khi thành lập, phường Linh Trung có 681 ha diện tích tự nhiên và 14.134 người.
Ngày 9 tháng 12 năm 2020, Ủy ban thường vụ Quốc hội ban hành Nghị quyết 1111/NQ-UBTVQH14 về việc thành lập thành phố Thủ Đức trên cơ sở sáp nhập toàn bộ diện tích và dân số của Quận 2, Quận 9 và quận Thủ Đức, phường Linh Trung thuộc thành phố Thủ Đức như hiện nay.
Về mặt khu phố, trước năm 2024, phường Linh Trung được chia thành 6 khu phố: 1, 2, 3, 4, 5, 6.
Ngày 14 tháng 3 năm 2024, Hội đồng Nhân dân Thành phố Hồ Chí Minh ban hành Nghị quyết 11/NQ-HĐND, trong đó sắp xếp lại các đơn vị khu phố để thành lập 23 khu phố mới như ngày nay.